# Pșenîcinîkî, Dolîna
Pșenîcinîkî (în ucraineană Пшеничники) este un sat în comuna Novoșîn din raionul Dolîna, regiunea Ivano-Frankivsk, Ucraina.

## Demografie
Componența lingvistică a localității Pșenîcinîkî
     Ucraineană (99,36%)
     Alte limbi (0,48%)
Conform recensământului din 2001, majoritatea populației localității Pșenîcinîkî era vorbitoare de ucraineană (99,36%), existând în minoritate și vorbitori de alte limbi.